# Aconitum dhwojii
Aconitum dhwojii är en ranunkelväxtart som beskrevs av Lucien André Andrew Lauener. Aconitum dhwojii ingår i släktet stormhattar, och familjen ranunkelväxter. Inga underarter finns listade i Catalogue of Life.